# Ghiacciaio Nascent
Il ghiacciaio Nascent è un ghiacciaio lungo circa 10 km, situato nella parte nord-occidentale della Dipendenza di Ross, nell'Antartide orientale. Il ghiacciaio, il cui punto più alto si trova a circa 400 m s.l.m., si trova sulla costa di Borchgrevink, all'estremità orientale della dorsale dell'Alpinista, da dove fluisce verso sud-est scorrendo lungo il versante nord-orientale della cresta Gauntlet, fino ad entrare nella baia di Lady Newnes, poco a sud di punta Index, formando anche una lingua glaciale al di sopra della baia.

## Storia
Il ghiacciaio Nascent è stato così battezzato dai membri della spedizione neozelandese di ricognizione geologica antartica svolta nel 1966-67, probabilmente in virtù dell'età relativamente recente che sembra avere la formazione glaciale ("nascent" in inglese significa "nascente").